# Angirey
Angirey település Franciaországban, Haute-Saône megyében. Lakosainak száma 155 fő (2022. január 1.). Angirey Vellemoz, La Chapelle-Saint-Quillain, Citey, Igny, Sauvigney-lès-Gray, Vellefrey-et-Vellefrange és Colombine községekkel határos.

## Népesség
A település népességének változása:
| Lakosok száma | 134  | 137  | 145  | 140  | 144  | 147  | 148  | 153  | 155  |
|               | 2013 | 2015 | 2016 | 2017 | 2018 | 2019 | 2020 | 2021 | 2022 |